# Zoran Đorđević (tränare)
Zoran Đorđević (serbiska: Зоран Ђорђевић), född 13 februari 1952 i Veliki Jovanovac by nära Pirot, FR Serbien, SFR Jugoslavien (nuvarande Serbien), är en serbisk fotbollstränare.